# Mountainair
Mountainair és una població dels Estats Units a l'estat de Nou Mèxic. Segons el cens del 2000 tenia 1.116 habitants.

## Demografia
Segons el cens del 2000, Mountainair tenia 1.116 habitants, 452 habitatges, i 281 famílies. La densitat de població era de 410,4 habitants per km².
Dels 452 habitatges en un 31,6% hi vivien nens de menys de 18 anys, en un 42,3% hi vivien parelles casades, en un 16,2% dones solteres, i en un 37,8% no eren unitats familiars. En el 35,2% dels habitatges hi vivien persones soles el 20,8% de les quals corresponia a persones de 65 anys o més que vivien soles. El nombre mitjà de persones vivint en cada habitatge era de 2,47 i el nombre mitjà de persones que vivien en cada família era de 3,22.
Per edats la població es repartia de la següent manera: un 29,9% tenia menys de 18 anys, un 8,7% entre 18 i 24, un 20,4% entre 25 i 44, un 23,4% de 45 a 60 i un 17,6% 65 anys o més.
L'edat mediana era de 38 anys. Per cada 100 dones de 18 o més anys hi havia 79,8 homes.
La renda mediana per habitatge era de 21.146 $ i la renda mediana per família de 25.125 $. Els homes tenien una renda mediana de 25.625 $ mentre que les dones 21.094 $. La renda per capita de la població era de 12.566 $. Aproximadament el 19,3% de les famílies i el 24,7% de la població estaven per davall del llindar de pobresa.

## Poblacions més properes
El següent diagrama mostra les poblacions més properes.